# Luis María Díez-Picazo Giménez
Luis María Díez-Picazo Giménez (Madrid, 21 de febrero de 1958) es magistrado del Tribunal Supremo de España desde 2008 y presidente de la Sala Tercera entre septiembre de 2015 y noviembre de 2020.

## Biografía
Hijo de Luis Díez-Picazo, también magistrado del Supremo y uno de los referentes españoles en temas de derecho civil. Licenciado en Derecho el 1980 por la Universidad Autónoma de Madrid con premio extraordinario, fue becario del Real Colegio de España, doctorándose a la Universidad de Bolonia con una tesis sobre il problema dell'administrazione degli organi costituzionali, bajo la dirección del maestro Fabio Roversi Monaco.
Letrado del Ministerio de Justicia por oposición, es también catedrático de Derecho constitucional desde 1990 y ha ejercido como juez en Málaga y Madrid. Ha ejercido docencia en las Universidades de Málaga y de Castilla-La Mancha, en el Instituto Universitario Europeo de Florencia (1989-1997) y en la Escuela Judicial (1997-1999). También es o ha sido profesor asociado en el Centro de Estudios Políticos y Constitucionales, como profesor de máster en la Universidad Internacional Menéndez Pelayo, y en el Centro Universitario de Estudios Financieros (Cunef), vinculado a la Asociación Española de Banca.

### Tribunal Supremo
Desde 2008 es magistrado del Tribunal Supremo, al cual accedió por el turno correspondiente a juristas de reconocida competencia con más de quince años de ejercicio. El 11 de febrero de 2009 fue uno de los jueces que dictó sentencia en relación con la asignatura escolar  "Educación para la ciudadanía". 
En mayo de 2015 dictó sentencia en materia de expedientes de regulación de ocupación en el sector público, y el septiembre del mismo año fue nombrado presidente de la sala tercera del Supremo, Sala del Contencioso, en sustitución de José Manuel Sieira. El nombramiento fue polémico, debido a que en el Supremo los presidentes de sala suelen renovar como mínimo una vez su mandato, pero no fue así en el caso de Sieira. Díez-Picazo contó con el apoyo de Carlos Lesmes, presidente del Tribunal Supremo y recibió 12 de los 21 votos. El nombramiento fue tan polémico que varios sectores progresistas de la magistratura redactaron un informe sobre el caso a la relatora especial sobre la independencia de magistrados y abogados de la ONU, denunciando la existencia de presiones en relación con su nombramiento.

### Impuestos de hipotecas
En octubre de 2018 el Tribunal Supremo dictó sentencia según la cual el Impuesto de Actos Jurídicos Documentados (IAJD) tenían que pagarlo los bancos y no los hipotecados, como venía siendo costumbre hasta el momento. La sentencia se publicó en referencia a un recurso iniciado por el ayuntamiento del municipio de Rivas-Vaciamadrid.
Díez-Picazo, en un acto sin precedentes, reaccionó dejando en suspenso la sentencia del mismo Supremo. Este hecho levantó una fuerte polémica y entidades como «Jueces y Juezas para la Democracia» pidieron la dimisión de Díez-Picazo. Los mismos magistrados de la sala sección segunda (Maurandi (presidente), José Díaz Delgado, Ángel Aguallo, Francisco José Navarro, Jesús Cudero (poniendo) y Dimitry Berberoff) se mostraron molestos con la decisión de Díez-Picazo, puesto que no se puede revocar una sentencia judicial firme y que se atiene «exclusivamente a criterios jurídicos». Varios medios de comunicación criticaron su vínculo profesional y posible conflicto de intereses con la Asociación Española de Banca, a pesar de tener el permiso del Consejo General del Poder Judicial para dar clases en Cunef.

## Publicaciones
Ha publicado una decena de libros, entre los cuales destacan "Sistema de derechos fundamentales", "La derogación de las leyes", "Régimen constitucional del Poder judicial", "La Criminalidad de los gobernantes" y "La Naturaleza la de Unión Europea".